# Земун

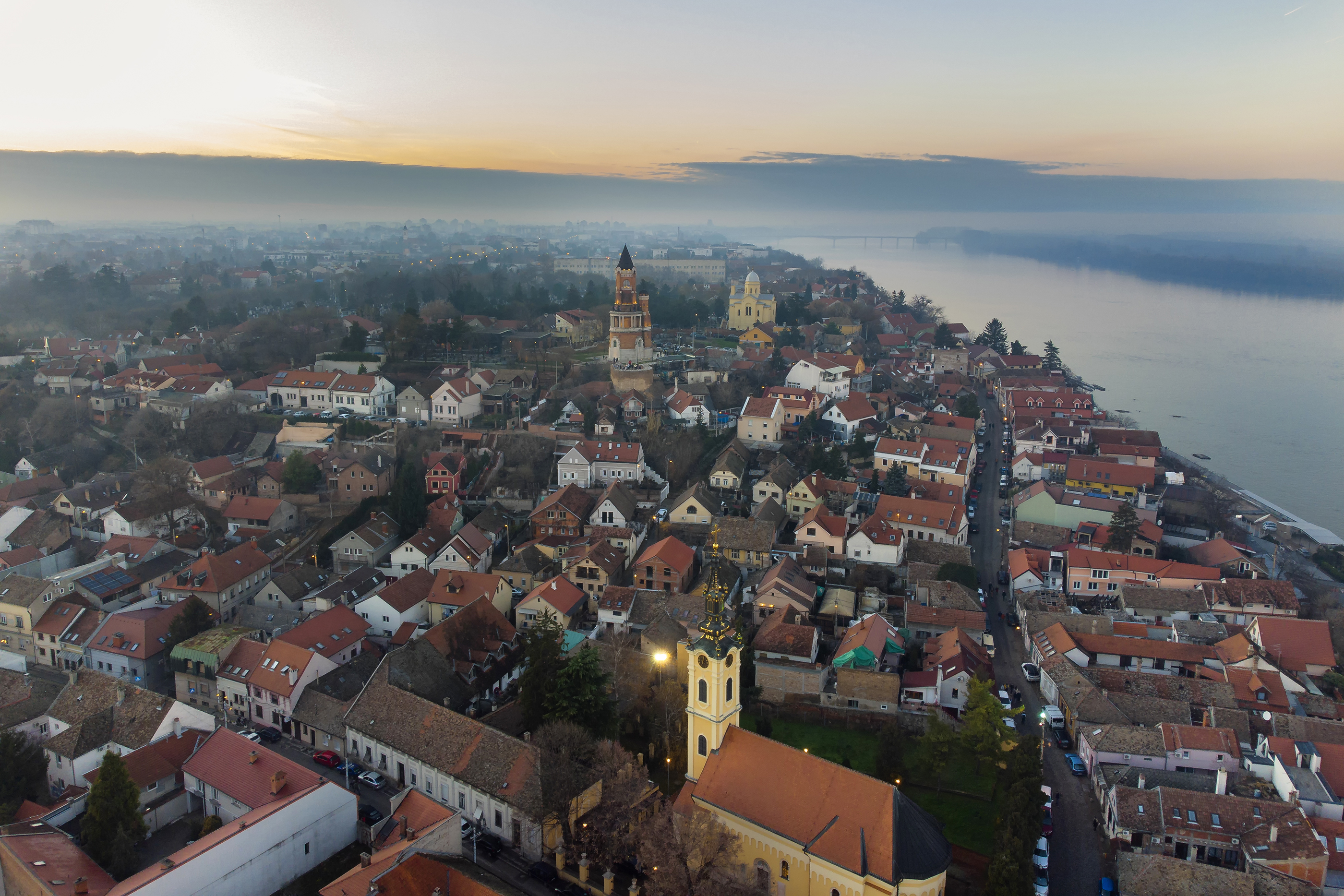
Вид на Земун с воздуха

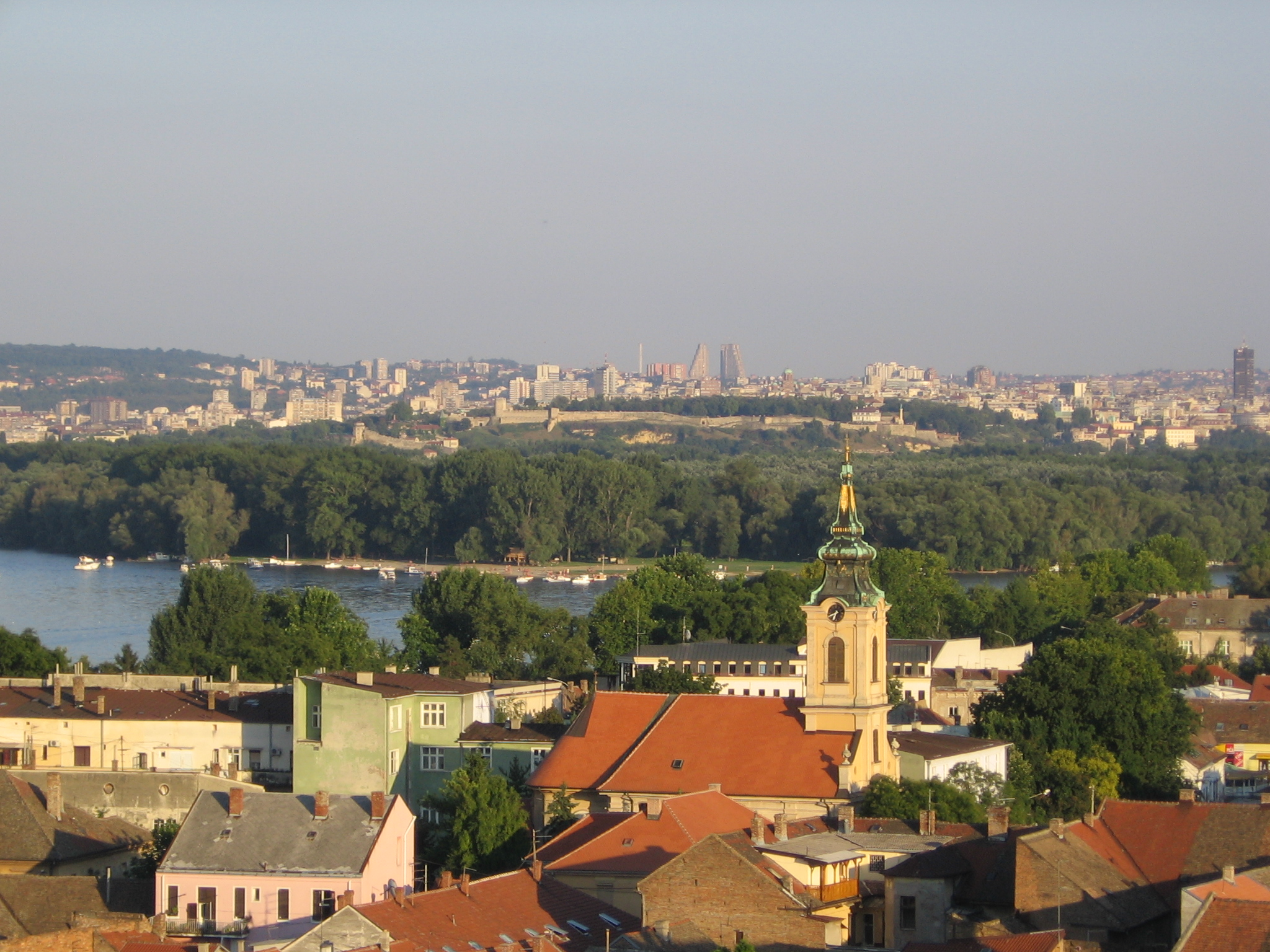
Вид на Белград из Земуна

Зе́мун (серб. Земун, Zemun, нем. Semlin, венг. Zimony) — бывший город в Сербии, ныне район Белграда, расположенный на правом берегу Дуная и левом берегу Савы, центр общины Земун. Его население — 153 тысячи жителей.

## История
Во времена Древнего Рима на месте современного Земуна находилось поселение Таурунум (Taurunum), исчезнувшее в эпоху Великого переселения народов. Первые письменные упоминания о Земуне, название которого происходит от славянского слова земля, датируются XII веком. В 1127 году Белград и Браничево были завоёваны венгерским королём Иштваном II, предпринявшим поход на Византию. Во время возвращения он разрушил Белград, камни которого были использованы при возведении стен Земуна.
В Средние века Земун был отдельным городом на южной границе венгерского государства. Однако расположенный на противоположном берегу Белград всегда превосходил его по значению. Подобное распределение ролей сохранилось и в составе Османской империи с 1541 до 1718 года. В последующей эпохе Земун был пограничным и таможенным городом Австро-Венгрии, находясь на границе с Османской империей, позже с Сербией. После распада Австро-Венгрии Земун непродолжительное время принадлежал к жупании Срем королевства Королевства Хорватия и Славония, прежде чем в 1918 вошел в состав Королевства Югославия, называвшегося до 1929 года Королевством сербов, хорватов и словенцев.
С 1934 года Земун стал частью Белграда, однако вновь был отдельным городом с 1941 по 1944 год в составе Независимого государства Хорватия. После войны Земун вновь стал районом югославской столицы.
Международную известность приобрёл названный в честь этого района земунский преступный клан, который в марте 2003 года организовал убийство сербского премьера Зорана Джинджича. В том же году от Земуна был отделён район Сурчин.

## Спорт
Земун является родным городом футбольного клуба «Земун», играющего во второй сербской лиге.

## Знаменитые личности
- Димитрий Давидович, сербский политик, дипломат, писатель, журналист и публицист.
- Иштван IV, король Венгрии, ставший после интронизации византийским губернатором крепости.
- Матея Кежман, футболист
- Александар Коларов, футболист
- Михаил Максимович (1760—1819) — сербский писатель и переводчик, родился в Земуне.
- Альберт Надь, футболист.
- Деян Станкович, футболист
- Йован Суботич (1817—1886) — сербский писатель и политик.
- Ферари, Рахела, актриса театра и кино.
- Бранко Пешич, мэр Белграда

## Города-побратимы
- Мёдлинг (Австрия)
- Оффенбах (Германия)
- Эш-сюр-Альзетт (Люксембург)